# مردم زیبا (مجموعه تلویزیونی)
مردم زیبا (به انگلیسی: Beautiful People) یک مجموعه تلویزیونی درام آمریکایی ، درباره خانواده ای است که از نیومکزیکو به نیویورک مهاجرت میکنند تا برای خود زندگی جدیدی را رقم بزنند.

## بازیگران
- دافنه زونیگا در نقش لین کِر
- توری دویتو در نقش کارن کِر
- سارا فورت در نقش سوفی کِر
- جکسون رادبون در نقش نیکولاس فیسک
- ریکی مبه در نقش گیدئون لوستیگ
- کاتلین مونرو در نقش آنابل بنکس
- کایل اشمید در نقش ایوان فراسر
- شان وینگ در نقش کریس پریتچت